# Colonia marina Edoardo Agnelli
La Colonia marina Edoardo Agnelli (ex Torre Balilla, comunemente detta anche Torre Marina, Torre di Massa o Torre FIAT) è un grattacielo di Marina di Massa, situato in zona Partaccia tra via Fortino di San Francesco 1 e via delle Pinete. Collocato nella pineta apuana, il complesso della colonia era destinato al soggiorno estivo dei figli dei dipendenti FIAT, utilizzo che mantiene tuttora e che ha consentito una perfetta conservazione degli edifici.

## Storia
La Torre Balilla, principale fabbricato del complesso della colonia marina "Edoardo Agnelli", fu costruita in soli 100 giorni, su progetto dell'ingegner Vittorio Bonadè Bottino nel 1933 per volontà del senatore Agnelli.
All'epoca della costruzione il fabbricato della torre era posto davanti al viale al mare, attualmente scomparso, su cui si apriva l'ingresso principale. Il corpo scale di sicurezza esterno alla torre stessa venne aggiunto nel dopoguerra.
Realizzata nell'ambito del massiccio fenomeno delle colonie di villeggiatura che catalizzò la cultura architettonica degli anni trenta, la Torre di Massa, costruita subito dopo l'albergo Duca d'Aosta di Sestriere (1932) opera dello stesso progettista, ne riprese l'analoga forma cilindrica che nel campo delle colonie inaugura la tipologia detta appunto a torre, di cui rimane l'esempio più significativo.
Lo stesso tema tipologico-formale, prediletto da Bonadè Bottino e dallo stesso utilizzato, secondo Polano, "con una certa indifferenza al contesto", venne riproposto successivamente anche per la colonia montana FIAT a Sauze d'Oulx.

## Descrizione
Il complesso della colonia sorge all'interno di un appezzamento di 54.000 m². con accesso diretto dalla spiaggia e compreso tra il lungomare di Ponente, la via Fortino di San Francesco e il viale delle Pinete.
Si compone di tre residenze - "la Torre", "la Pineta", "la Terrazza" -, di due palazzine per il personale, di una costruzione adibita a teatro e dell'abitazione per il custode. In mezzo alla pineta si trovano inoltre la piscina e diversi annessi per un totale di 41.000 m³ di volume edificato.
Su tutti gli edifici, in ottimo stato di conservazione e ancora utilizzati come soggiorno estivo, emerge la grande torre elevata su diciassette piani con un'altezza di 52 metri che, diventata ormai elemento imprescindibile del paesaggio, caratterizza il litorale apuo-versiliese.

### Esterno

La Torre Balilla nel 1934

La Torre è concepita come "un'unica, interminabile camerata" con sviluppo elicoidale, larga 8 e lunga 420 metri, atta ad ospitare circa 800 bambini.
La lunga rampa elicoidale, in origine priva di tramezzature, si svolge intorno ad un pozzo centrale con copertura ad ombrello, originariamente con soletta in vetro-cemento per aumentare la luminosità dell'interno, ed appare oggi divisa in camerate a sei letti intervallate dai servizi igienici e da camere singole per le sorveglianti.
Il nastro-corridoio di disimpegno, separato dalle camerate da un muro a metà altezza, è pavimentato in piastrelle di grès, le camere in linoleum; la ringhiera di chiusura verso il pozzo interno è in metallo verniciato in verde, al pari degli infissi esterni delle finestre da cui le camere prendono luce e ventilazione.
Ai lati della torre, parallelamente alla linea di costa, sono disposti due ali della lunghezza di 30 m, a pianta rettangolare con testate semicircolari, che ospitano gli uffici e i servizi e che, elevati su soli due piani, svolgono la funzione di basamento della torre stessa. Quest'ultima è circondata dalle scalinate di accesso in travertino ed è servita al suo interno, oltre che dalla rampa continua, da un ascensore e da due scalinate a pianta semicircolare collocati in due corpi esterni posti all'intersezione fra la torre e i bracci laterali ed elevati fino all'altezza del terzo piano. Fra questi due corpi è stata costruita nel dopoguerra l'incongrua scala di sicurezza, chiusa da una testata semicircolare.
I differenti volumi in cui si articola l'edificio sono definiti all'esterno dalla perfetta evidenza della struttura in pilastri circolari in cemento armato. Nei tamponamenti si aprono le finestre rettangolari i cui infissi in legno verde risaltano sul bianco candido dell'intonaco; le coperture sono a terrazza.
Sul retro, dove in origine era l'ingresso principale dal viale a mare, la scalinata semicircolare perimetrale è stata ridotta, ma rimangono ancora le due palme che già nelle foto d'epoca la inquadravano.

### Interno

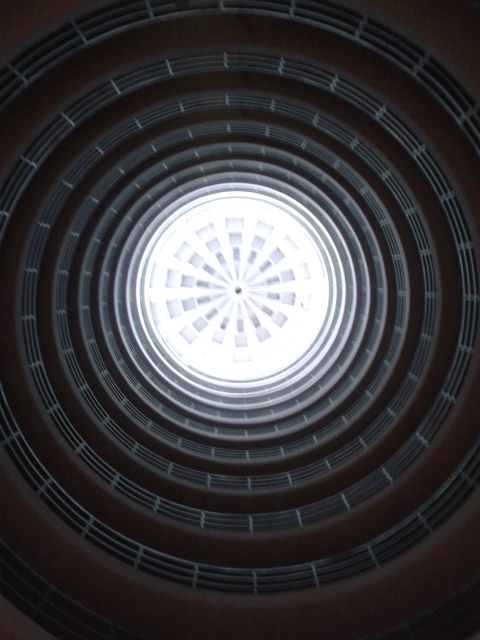
L'interno

L'interno della torre ospita al piano terreno rialzato e al primo piano i servizi comuni, mentre dal secondo piano inizia la "spira" delle camerate. Gli ambienti conservano in massima parte le finiture e i materiali originali e molta cura è posta nell'uso dei colori, prevalentemente bianco, azzurro e verde, per evocare l'atmosfera marina.
Il refettorio, al pian terreno, comunica con i servizi cucina posti nell'ala est e con i servizi igienici, l'infermeria e la direzione nell'ala opposta. Lo spazio circolare è occupato da una seconda fila di colonne su cui poggiano le travi ad ombrello del soffitto, determinando un deambulatorio; la pavimentazione è in marmo alla palladiana con un grande mosaico centrale di colori contrastanti raffigurante la rosa dei venti.
La struttura si ripete identica al primo piano dove la sala, mossa dal rialzamento di un settore del deambulatorio, è usata per la ricreazione e la conversazione; la pavimentazione originale è stata sostituita da mattonelle in ceramica verde e grigia disposte a scacchiera, soluzione che si ritrova anche in altri ambienti sia dell'edificio principale che delle altre palazzine.
Dal secondo piano si diparte la lunga elica delle camerate il cui pozzo interno, di altezza impressionante, è pavimentato ancora una volta in marmo alla palladiana con inserto centrale circolare di colore contrastante.

## Fortuna critica

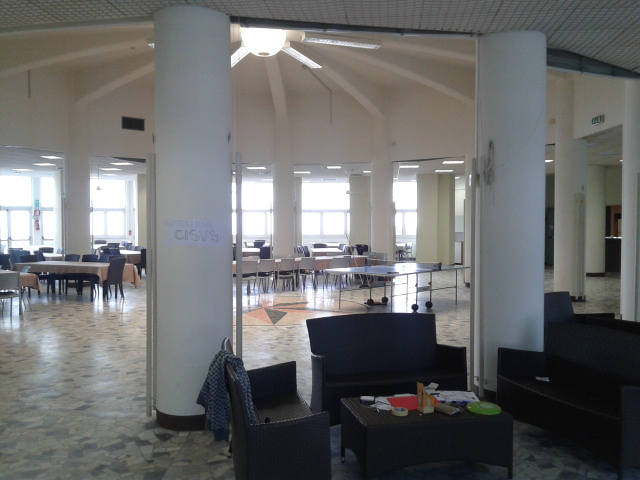
L'atrio

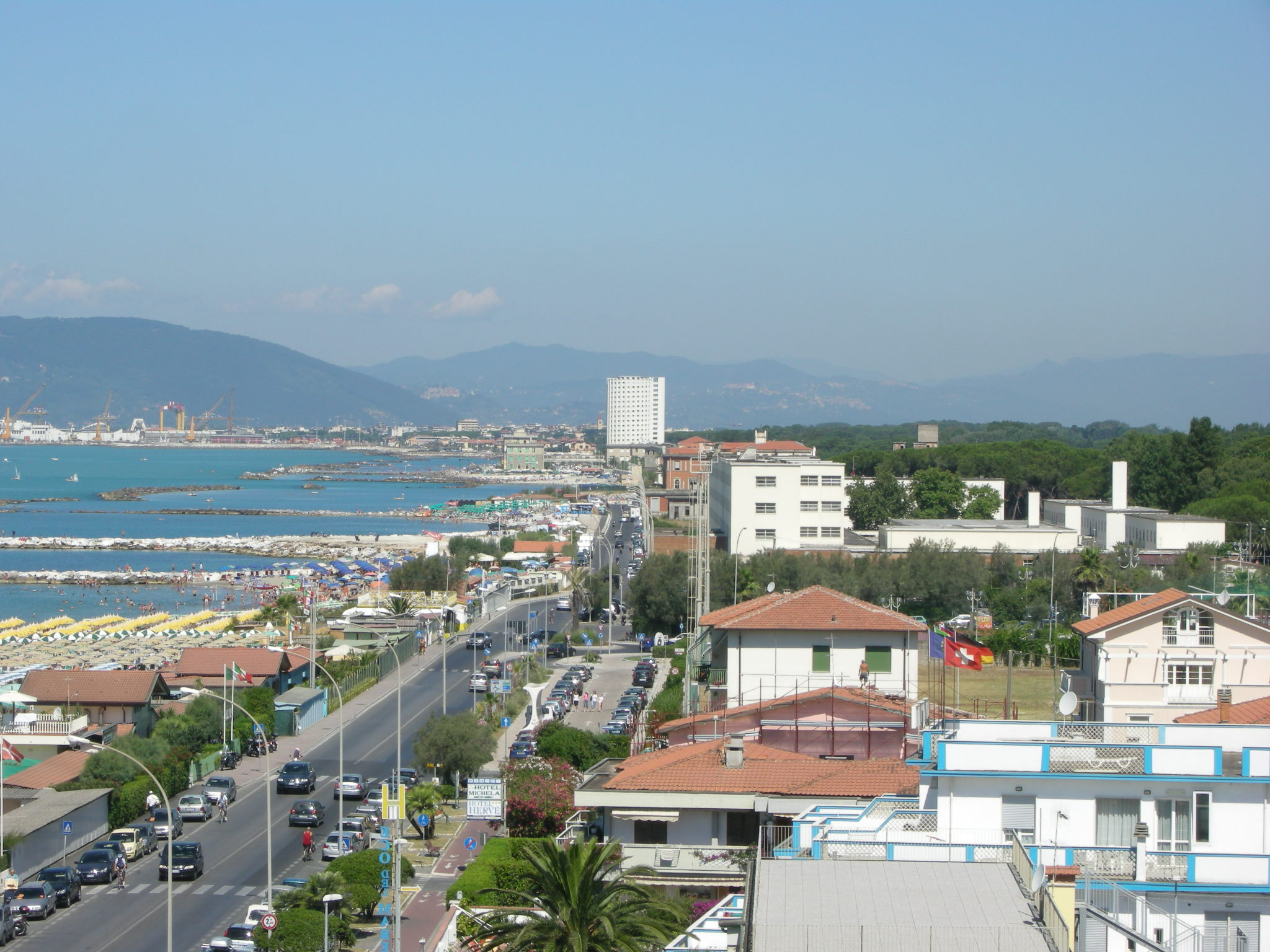
Veduta nel paesaggio litoraneo

La costruzione di Marina di Massa venne salutata all'epoca assai favorevolmente per le soluzioni tecniche ed estetiche e per la "cura e genialità" dell'impostazione planimetrica, pur rimarcando alcuni inconvenienti pratici causati dallo sviluppo elicoidale dell'interno (ad esempio i lettini delle camerate con piedi di differente altezza).
Il recente filone di studi sulle architetture del Ventennio e sulle colonie in particolare ne dà ancora una valutazione positiva per l'originalità della scelta formale, ispirata iconograficamente ad un aeromobile, soluzione che assolveva anche alla moderna funzione di immagine pubblicitaria per l'industria torinese.